# 中村優
中村 優（1987年5月13日—）是日本女歌手、專業模特兒及電視主持人，奈良縣奈良市出身。目前她是隸屬於愛貝克思。
她於2005年開始在專業模特兒工作及在電視節目演出後，在「雜誌小姐偶像選拔大賽2005」獲得審査員特別獎。她在奈良市立平城中學校留學經過之後，2006年3月在奈良縣立平城高等學校畢業。2008年曾參加第36屆檀香山馬拉松並完成了4小時49分54秒的路程，總排名第5026位。
中村優於2009年1月發布了她的第一張單曲《Questions?》，其後她的第二張單曲《自己色彩》於同年5月發行。單曲《自己色彩》同樣也爲動漫全國棒球動畫「棒球大聯盟」第五季的第二個片尾曲（第17－24話），跟前張單曲是一樣的勁爆和活力，《自己色彩》是搖滾音樂和鋼琴融合一起的。

## 作品

### DVD
- ミスマガジン2005 中村優（2005年10月21日）
- 夏の終わりに（2007年10月24日）
- Dear...（2008年2月8日）
- with YOU（2008年2月8日）
- Room（2008年11月22日）
- Frame（2009年11月27日）
- Legend -レジェンド-（2010年10月27日　晋遊舎）

### CD
- 《Questions?》（2009年1月28日）
- 《自己色彩》（2009年5月20日）

## 外部連結
- Yu-Chop - 中村優官方網站（日語）
- 中村優官方部落格「ラン！ラン！ラン！」（日語）